# Assault Suit Leynos
Assault Suit Leynos es un videojuego run and gun desarrollado y distribuido en 1990 por Masaya para Sega Genesis. Fue lanzado en América como Target Earth. Fue relanzado en la Consola Virtual de Wii y en el Paquete de Expansión + de Nintendo Switch Online. Es el primer juego en la serie de Assault Suit.

## Trama
En 2201, las tecnologías expansivas le han otorgado al hombre el poder de vivir en cualquier lugar del espacio. En este escenario, la historia comienza con una guerra entre la Tierra (y sus colonias) contra un ejército de cíborgs que regresa del espacio profundo. En los primeros niveles, la naturaleza y el propósito de estos adversarios cibernéticos, llamados Chron, son desconocidos. No obstante, se revela más adelante que los Chron son los sobrevivientes de una expedición fallida (el Grupo de Expedición al Espacio Exterior) enviada por la Tierra cien años atrás.
La Liga de Defensa Terrestre lucha para defender a la Tierra. Su núcleo es el Traje de Asalto - una máquina de batalla blindada de doce pies de altura con poderosas capacidades de lucha. El jugador es Rex, un comandante y maestro del combate de Traje de Asalto. La lucha empieza en Ganímedes y cambia a batallas en el espacio, en la Tierra, y en los puestos enemigos.

## Jugabilidad
Target Earth ofrece 8 niveles. Muchas de las mecánicas se alinean con aquellas de los shooters horizontales con algunos elementos plataformeros. El desempeño del jugador tras completar un nivel determina las armas, armadura y accesorios desbloqueados en el próximo nivel. El juego cuenta con 14 armas, mucha potencia de fuego para comienzos de los 90s. El surtido de armamentos incrementó el valor de rejugabilidad al incentivar al jugador a experimentar con distintas formas de vencer a los enemigos.
Aunque la información oficial del juego indica que es de un solo jugador, es posible que un segundo jugador tenga control limitado del movimiento enemigo y los ataques en pantalla.[cita requerida]

## Lanzamiento
Ciertas escenas de Target Earth fueron censuradas. Por ejemplo, una escena en la que un camarada no regresa a la nave a tiempo y se quema en la atmósfera del planeta fue removida. La relación romántica entre Rex y Leana fue minimizada. Estas escenas fueron restauradas en el remake. La localización Occidental del segundo juego en la serie de Assault Suit, Cybernator, estuvo sujeta a censuras. El juego está incluido en la Mega Drive Mini japonesa. La versión de EEUU es accesible si el sistema se configura en inglés.
Assault Suit Leynos 2 fue lanzado exclusivamente para Sega Saturn en 1997 solo en Japón. La jugabilidad es mucho más desafiante ya que el escudo no puede proteger indefinidamente.
Un remake hecho por Dracue Co., Ltd. fue lanzado para la PlayStation 4 en Japón en diciembre de 2015 y en Norteamérica/Europa en julio de 2016. Un port de Microsoft Windows del remake fue lanzado en agosto de 2016.
El 30 de junio de 2022, el juego fue relanzado en el Paquete de Expansión + de Nintendo Switch Online.